# Abakangebirge
Das Abakangebirge (russisch Абака́нский хребе́т, transkribiert Abakanski chrebet) ist ein sich nordöstlich des Telezker Sees über 300 Kilometer nach Nordosten erstreckendes Gebirge im südlichen Sibirien (Russland). Es stellt die Westgrenze des Minussinsker Beckens dar sowie die Wasserscheide zwischen dem Abakan (Nebenfluss des Jenissei), der Tom (Nebenfluss des Ob) mit ihrem Zufluss Mras-Su und der Lebed (Nebenfluss der Bija, eines Quellflusses des Ob).
Die durchschnittliche Höhe des Gebirges beträgt 1400–1700 Meter, seine höchste Erhebung ist ein namenloser Gipfel des Tschootschek-Kammes mit 1984 Metern. An seinen Hängen wächst bis in etwa 1700 Meter Höhe Nadelwald (Taiga), vor allem Weißtannen, Fichten und Sibirische Zirbelkiefern („Zedern“), sowie jenseits der Baumgrenze die Bergtundra.